# Liste des cantons de la Vienne

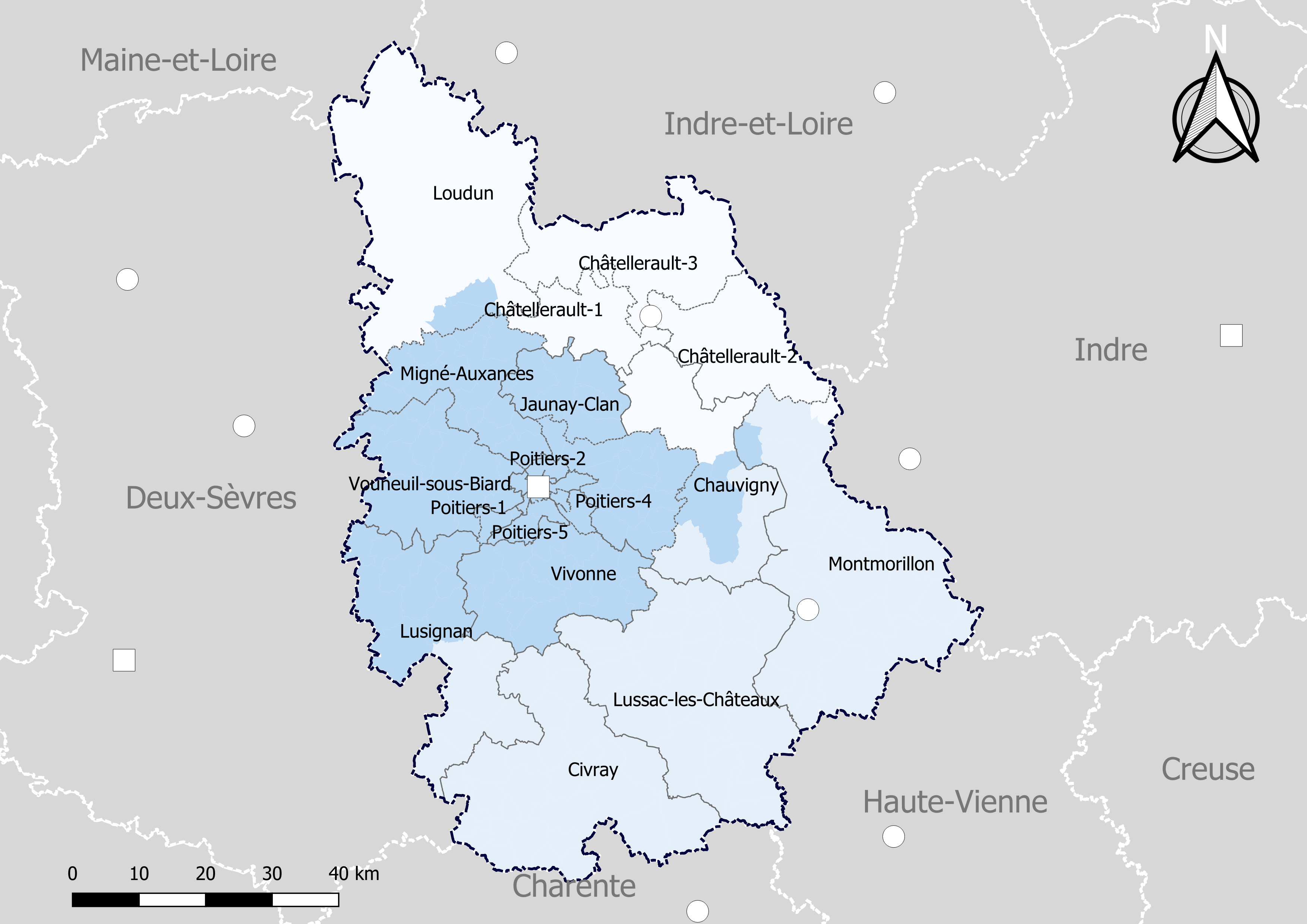
Découpage cantonal du département de la Vienne, avec en surimpression les arrondissements (en nuances de bleu) - Carte arrêtée au 1er janvier 2019.

Le département de la Vienne compte 19 cantons depuis le redécoupage cantonal de 2014 (38 cantons auparavant).

## Découpage cantonal de 1982 à 2014

Carte de localisation des cantons du département de la Vienne, redécoupage de 1982.

Liste des 38 anciens cantons du département de la Vienne, par arrondissement :
- arrondissement de Châtellerault (12 cantons - sous-préfecture : Châtellerault) :
canton de Châtellerault-Nord - canton de Châtellerault-Ouest - canton de Châtellerault-Sud - canton de Dangé-Saint-Romain - canton de Lencloître - canton de Loudun - canton de Moncontour (Vienne) - canton de Monts-sur-Guesnes - canton de Pleumartin - canton de Saint-Gervais-les-Trois-Clochers - canton des Trois-Moutiers - canton de Vouneuil-sur-Vienne
- arrondissement de Montmorillon (11 cantons - sous-préfecture : Montmorillon) :
canton d'Availles-Limouzine - canton de Charroux - canton de Chauvigny - canton de Civray - canton de Couhé - canton de Gençay - canton de l'Isle-Jourdain (Vienne) - canton de Lussac-les-Châteaux - canton de Montmorillon - canton de Saint-Savin (Vienne) - canton de la Trimouille
- arrondissement de Poitiers (15 cantons - préfecture : Poitiers) :
canton de Lusignan - canton de Mirebeau - canton de Neuville-de-Poitou - canton de Poitiers-1 - canton de Poitiers-2 - canton de Poitiers-3 - canton de Poitiers-4 - canton de Poitiers-5 - canton de Poitiers-6 - canton de Poitiers-7 - canton de Saint-Georges-lès-Baillargeax - canton de Saint-Julien-l'Ars - canton de la Villedieu-du-Clain - canton de Vivonne - canton de Vouillé

### Homonymies
Le canton de Moncontour a un homonyme exact, le canton de Moncontour, dans les Côtes-d'Armor.
Le canton de l'Isle-Jourdain a un homonyme exact, le canton de l'Isle-Jourdain, dans le Gers.
Le canton de Saint-Savin a un homonyme exact, le canton de Saint-Savin, dans la Gironde.
Il n'y a pas d'homonymie pour les cantons de Charroux, Civray et Vouillé, mais les communes chefs-lieux ont chacune un ou plusieurs homonymes exacts ou partiels.

### Redécoupage cantonal de 2014
Dans la poursuite de la réforme territoriale engagée en 2010, l'Assemblée nationale adopte définitivement le 17 avril 2013 la réforme du mode de scrutin pour les élections départementales destinée à garantir la parité hommes/femmes. Les lois (loi organique 2013-402 et loi 2013-403) sont promulguées le 17 mai 2013. Un nouveau découpage territorial est défini par décret du 26 février 2014 pour le département de la Vienne. Celui-ci entre en vigueur lors du premier renouvellement général des assemblées départementales suivant la publication du décret, prévu en mars 2015, remplaçant les élections cantonales de 2014 et 2017. Les conseillers départementaux sont élus au scrutin majoritaire binominal mixte. Les électeurs de chaque canton éliront au Conseil départemental, nouvelle appellation des Conseils généraux, deux membres de sexe différent, qui se présenteront en binôme de candidats. Les conseillers départementaux seront élus pour 6 ans au scrutin binominal majoritaire à deux tours, l'accès au second tour nécessitant 10 % des inscrits au 1er tour. En outre la totalité des conseillers départementaux est renouvelée.
Ce nouveau mode de scrutin nécessite un redécoupage des cantons dont le nombre est divisé par deux avec arrondi à l'unité impaire supérieure si ce nombre n'est pas entier impair et avec des conditions de seuils minimaux. Dans la Vienne le nombre de cantons passe ainsi de 38 à 19.
Les critères du remodelage cantonal sont les suivants : le territoire de chaque canton doit être défini sur des bases essentiellement démographiques, le territoire de chaque canton doit être continu et les communes de moins de 3 500 habitants sont entièrement comprises dans le même canton. Il n’est fait référence, ni aux limites des arrondissements, ni à celles des circonscriptions législatives.
Conformément à de multiples décisions du Conseil constitutionnel depuis 1985 et notamment sa décision no 2010-618 DC du 9 décembre 2010, il est admis que le principe d’égalité des électeurs au regard des critères démographiques est respecté lorsque le ratio conseiller/habitant de la circonscription est compris dans une fourchette de 20 % de part et d'autre du ratio moyen conseiller/habitant du département. Pour le département de la Vienne, la population de référence est la population légale en vigueur au 1er janvier 2013, à savoir la population millésimée 2010, soit 427 193 habitants. Avec 19 cantons la population moyenne par conseiller départemental est de 22 484 habitants. Ainsi la population de chaque nouveau canton doit-elle être comprise entre 17 987 habitants et 26 981 habitants pour respecter le principe de l'égalité citoyenne au vu des critères démographiques.

## Composition actuelle

### Composition détaillée
| N° | Nom du Canton         | Bureau centralisateur | Population 2010                 | Écart /moyenne | Nombre de communes entières | Communes composant le canton |
| -- | --------------------- | --------------------- | ------------------------------- | -------------- | --------------------------- | --- |
| 1  | Chasseneuil-du-Poitou | Chasseneuil-du-Poitou | 20 943                          | 0,93           | 13                          | Bignoux, Bonnes, La Chapelle-Moulière, Chasseneuil-du-Poitou, Jardres, Lavoux, Liniers, Montamisé, Pouillé, Saint-Julien-l'Ars, Savigny-Lévescault, Sèvres-Anxaumont, Tercé. |
| 2  | Châtellerault-1       | Châtellerault         | 17 133 + fraction Châtellerault |                | 7 + fraction Châtellerault  | 1° Les communes suivantes : Colombiers, Lencloître, Naintré, Ouzilly, Saint-Genest-d'Ambière, Scorbé-Clairvaux, Thuré. 2° La partie de la commune de Châtellerault située au sud d'une ligne définie par l'axe des voies et limites suivantes : depuis la limite territoriale de la commune de Naintré, avenue Honoré-de-Balzac, avenue Camille-Pagé, rue René-Cassin (incluse), rue Jacques-Cartier, rue Léo-Lagrange (incluse), rue Charles-Plessard, avenue Jean-Moulin, pont Lyautey, cours de la Vienne jusqu'au quai du 11-Novembre, quai du 11-Novembre, boulevard Aristide-Briand (exclu), limite du cimetière Saint-Jacques (inclus), rue Louis-Braille (exclue), ligne entre l'intersection de la rue Louis-Braille et l'allée du 33e-R.A., jusqu'à l'intersection de la rue de Targé et la rue Arthur-Ranc, rue de Targé (exclue jusqu'à la ligne de chemin de fer), rue du Docteur-Albert-Schweitzer (exclue), rue Albert-Hilaire, rue des Charraults (exclue), rue du Champ-de-la-Croix jusqu'à la rue François-Arago (exclues), chemin de la Maison-de-Terre, lieudit de Belian (exclu), rond-point entre la route départementale 38 et la route départementale 161, route départementale 161, route départementale 38, chemin de la Guerjaudière, chemin de la Maison-Perdue, rue Edmond-Rostand, rue Marcel-Beauchêne, jusqu'à la limite territoriale de la commune de Senillé ; |
| 3  | Châtellerault-2       | Châtellerault         | 16 393 + fraction Châtellerault |                | 20 + fraction Châtellerault | 1° Les communes suivantes : Antran, Buxeuil, Dangé-Saint-Romain, Ingrandes, Leigné-sur-Usseau, Leugny, Mondion, Orches, Les Ormes, Oyré, Port-de-Piles, Saint-Christophe, Saint-Gervais-les-Trois-Clochers, Saint-Rémy-sur-Creuse, Savigny-sous-Faye, Sérigny, Sossais, Usseau, Vaux-sur-Vienne, Vellèches. 2° La partie de la commune de Châtellerault située à l'ouest d'une ligne définie par l'axe des voies et limites suivantes : depuis la limite territoriale de la commune d'Antran, cours de la Vienne, jusqu'au pont Lyautey, avenue Jean-Moulin, rue Charles-Plessard, rue Léo-Lagrange (exclue), rue Jacques-Cartier, rue René-Cassin (exclue), avenue Camille-Pagé, avenue Honoré-de-Balzac, jusqu'à la limite territoriale de la commune de Naintré. |
| 4  | Châtellerault-3       | Châtellerault         | 7 902 + fraction Châtellerault  |                | 9 + fraction Châtellerault  | 1° Les communes suivantes : Chenevelles, Coussay-les-Bois, Leigné-les-Bois, Lésigny, Mairé, Pleumartin, La Roche-Posay, Senillé-Saint-Sauveur, Vicq-sur-Gartempe. 2° La partie de la commune de Châtellerault non incluse dans les cantons de Châtellerault-1 et de Châtellerault-2. |
| 5  | Chauvigny             | Chauvigny             | 20 634                          | 0,92           | 15                          | Archigny, Availles-en-Châtellerault, Bellefonds, Bonneuil-Matours, Cenon-sur-Vienne, Chapelle-Viviers, Chauvigny, Fleix, Lauthiers, Leignes-sur-Fontaine, Monthoiron, Paizay-le-Sec, Sainte-Radégonde, Valdivienne, Vouneuil-sur-Vienne. |
| 6  | Civray                | Civray                | 18 994                          | 0,84           | 30                          | Asnois, Availles-Limouzine, Blanzay, Champagné-le-Sec, Champagné-Saint-Hilaire, Champniers, La Chapelle-Bâton, Charroux, Chatain, Château-Garnier, Civray, La Ferrière-Airoux, Genouillé, Joussé, Linazay, Lizant, Magné, Mauprévoir, Payroux, Pressac, Saint-Gaudent, Saint-Macoux, Saint-Martin-l'Ars, Saint-Pierre-d'Exideuil, Saint-Romain, Saint-Saviol, Savigné, Sommières-du-Clain, Surin, Voulême. |
| 7  | Jaunay-Marigny        | Jaunay-Marigny        | 20 805                          | 0,93           | 6                           | Beaumont-Saint-Cyr, Chabournay, Dissay, Jaunay-Marigny, Saint-Georges-lès-Baillargeaux, Saint-Martin-la-Pallu. |
| 8  | Loudun                | Loudun                | 26 521                          | 1,18           | 49                          | Angliers, Arçay, Aulnay, Basses, Berrie, Berthegon, Beuxes, Bournand, Ceaux-en-Loudun, Cernay, Chalais, La Chaussée, Chouppes, Coussay, Craon, Curçay-sur-Dive, Dercé, Doussay, Glénouze, La Grimaudière, Guesnes, Loudun, Martaizé, Maulay, Mazeuil, Messemé, Moncontour, Monts-sur-Guesnes, Morton, Mouterre-Silly, Nueil-sous-Faye, Pouançay, Pouant, Prinçay, Ranton, Raslay, Ranton, Raslay, La Roche-Rigault, Roiffé, Saint-Clair, Saint-Jean-de-Sauves, Saint-Laon, Saint-Léger-de-Montbrillais, Saires, Saix, Sammarçolles, Ternay, Les Trois-Moutiers, Verrue, Vézières. |
| 9  | Lusignan              | Lusignan              | 18 997                          | 0,84           | 15                          | Anché, Brux, Celle-Lévescault, Chaunay, Cloué, Coulombiers, Curzay-sur-Vonne, Jazeneuil, Lusignan, Romagne, Rouillé, Saint-Sauvant, Sanxay, Valence-en-Poitou, Voulon. |
| 10 | Lussac-les-Châteaux   | Lussac-les-Châteaux   | 18 634                          | 0,83           | 25                          | Adriers, Asnières-sur-Blour, Bouresse, Brion, Civaux, Gençay, Gouex, L'Isle-Jourdain, Lhommaizé, Luchapt, Lussac-les-Châteaux, Mazerolles, Millac, Moussac, Mouterre-sur-Blourde, Nérignac, Persac, Queaux, Saint-Laurent-de-Jourdes, Saint-Maurice-la-Clouère, Saint-Secondin, Sillars, Usson-du-Poitou, Verrières, Le Vigeant. |
| 11 | Migné-Auxances        | Migné-Auxances        | 25 621                          | 1,14           | 15                          | Amberre, Avanton, Champigny en Rochereau, Cherves, Cissé, Cuhon, Maisonneuve, Massognes, Migné-Auxances, Mirebeau, Neuville-de-Poitou, Thurageau, Villiers, Vouzailles, Yversay. |
| 12 | Montmorillon          | Montmorillon          | 18 767                          | 0,83           | 26                          | Angles-sur-l'Anglin, Antigny, Béthines, Bourg-Archambault, Brigueil-le-Chantre, La Bussière, Coulonges, Haims, Jouhet, Journet, Lathus-Saint-Rémy, Liglet, Montmorillon, Moulismes, Nalliers, Pindray, Plaisance, La Puye, Saint-Germain, Saint-Léomer, Saint-Pierre-de-Maillé, Saint-Savin, Saulgé, Thollet, La Trimouille, Villemort. |
| 13 | Poitiers-1            | Poitiers              | 6 139 + fraction Poitiers       |                | 3 + fraction Poitiers       | 1° Les communes suivantes : Biard, Croutelle, Fontaine-le-Comte. 2° La partie de la commune de Poitiers située au sud et à l'ouest d'une ligne définie par l'axe des voies et limites suivantes : depuis la limite territoriale de la commune de Biard, rocade Ouest (rue de l'Aérodrome), rue de l'Aéropostale, rue des Trois-Ormeaux, place de la Blaiserie, rue de l'Aéropostale, rue de Quinçay, rue Jean-Mermoz, rue du Capitaine-Bès, avenue de Nantes, place Charles-Martel, ligne de chemin de fer, rue de l'Hôpital-des-Champs, rue de l'Intendant-Nain, place Jean-de-Berry, boulevard Jeanne-d'Arc, boulevard du Grand-Cerf, boulevard de Solférino, rue de la Marne, rue des Écossais, place Aristide-Briand, rue Victor-Hugo, rue Charles-Gide, rue Sadi-Carnot, rue Saint-Nicolas, rue de Magenta, rue Jean-Alexandre, rue du Maréchal-Foch, square du Maréchal-Foch, rue Girouard, rue Saint-Grégoire, rue de Tison, boulevard Tison, boulevard Sous-Blossac, chemin de la Cagouillère, cours du Clain, jusqu'à la limite territoriale de la commune de Saint-Benoît. |
| 14 | Poitiers-2            | Poitiers              | 10 047 + fraction Poitiers      |                | 1 + fraction Poitiers       | 1° La commune suivante : Buxerolles. 2° La partie de la commune de Poitiers située au nord d'une ligne définie par l'axe des voies et limites suivantes : depuis la limite territoriale de la commune de Biard, rocade Ouest (rue de l'Aérodrome), rue de l'Aéropostale, rue des Trois-Ormeaux, place de la Blaiserie, rue de l'Aéropostale, rue de Quinçay, rue Jean-Mermoz, rue du Capitaine-Bès, avenue de Nantes, place Charles-Martel, ligne de chemin de fer, rue de l'Hôpital-des-Champs, avenue de l'Europe, chemin des Crêtes, boulevard des Hauteurs, chemin des Grandes-Dunes, avenue Georges-Pompidou, rue de Provence, rue de Marbourg, rue de Bourgogne, avenue John-Kennedy, rue de Bonneuil-Matours, jusqu'à la limite territoriale de la commune de Buxerolles. |
| 15 | Poitiers-3            | Poitiers              | fraction Poitiers               |                | fraction Poitiers           | Partie de la commune de Poitiers située à l'est d'une ligne définie par l'axe des voies et limites suivantes : depuis la limite territoriale de la commune de Buxerolles, rue de Bonneuil-Matours, avenue John-Kennedy, rue de Bourgogne, rue de Marbourg, rue de Provence, avenue Georges-Pompidou, chemin des Grandes-Dunes, boulevard des Hauteurs, chemin des Crêtes, avenue de l'Europe, rue de l'Intendant-Nain, place Jean-de-Berry, boulevard Jeanne-d'Arc, boulevard du Grand-Cerf, boulevard de Solférino, rue de la Marne, rue des Écossais, place Aristide-Briand, rue Victor-Hugo, rue Charles-Gide, rue Sadi-Carnot, rue Saint-Nicolas, rue de Magenta, rue Jean-Alexandre, rue du Maréchal-Foch, square du Maréchal-Foch, rue Girouard, rue Saint-Grégoire, rue de Tison, boulevard François-Albert, rue Saint-Cyprien, pont Saint-Cyprien, cours du Clain, rue du Faubourg-du-Pont-Neuf, rue de la Pierre-Levée, avenue du Recteur-Pineau, rocade Est, voie pénétrante Est (voie André-Malraux), rue de Geniec, jusqu'à la limite territoriale de la commune de Mignaloux-Beauvoir. |
| 16 | Poitiers-4            | Poitiers              | 3 973 + fraction Poitiers       |                | 1 + fraction Poitiers       | 1° La commune suivante : Mignaloux-Beauvoir. 2° La partie de la commune de Poitiers située au sud d'une ligne définie par l'axe des voies et limites suivantes : depuis la limite territoriale de la commune de Mignaloux-Beauvoir, rue de Geniec, voie pénétrante Est (voie André-Malraux), rocade Est, avenue du Recteur-Pineau, rue de la Pierre-Levée, chemin du Lavoir, impasse du Lavoir, route de Gençay, jusqu'à la limite territoriale de la commune de Saint-Benoît. |
| 17 | Poitiers-5            | Poitiers              | 10 053 + fraction Poitiers      |                | 2 + fraction Poitiers       | 1° Les communes suivantes : Ligugé, Saint-Benoît. 2° La partie de la commune de Poitiers non incluse dans les cantons de Poitiers-1, Poitiers-2, Poitiers-3 et Poitiers-4. |
| 18 | Vivonne               | Vivonne               | 24 285                          | 1,08           | 16                          | Aslonnes, Château-Larcher, Dienné, Fleuré, Gizay, Iteuil, Marçay, Marigny-Chemereau, Marnay, Nieuil-l'Espoir, Nouaillé-Maupertuis, Roches-Prémarie-Andillé, Smarves, Vernon, La Villedieu-du-Clain, Vivonne. |
| 19 | Vouneuil-sous-Biard   | Vouneuil-sous-Biard   | 21 196                          | 0,94           | 11                          | Ayron, Béruges, Boivre-la-Vallée, Chalandray, Chiré-en-Montreuil, Frozes, Latillé, Maillé, Quinçay, Vouillé, Vouneuil-sous-Biard. |
|    |                       |                       | 427 193                         |                | 281                         | |

### Répartition par arrondissement
Contrairement à l'ancien découpage où chaque canton était inclus à l'intérieur d'un seul arrondissement, le nouveau découpage territorial s'affranchit des limites des arrondissements. Certains cantons peuvent être composés de communes appartenant à des arrondissements différents. Dans le département de la Vienne, c'est le cas de quatre cantons (Chauvigny, Jaunay-Clan, Lusignan et Montmorillon).
Le tableau suivant présente la répartition par arrondissement :
| N° | Canton                | Châtellerault               | Montmorillon | Poitiers              | Total                       |
| -- | --------------------- | --------------------------- | ------------ | --------------------- | --------------------------- |
| 1  | Chasseneuil-du-Poitou |                             |              | 13                    | 13                          |
| 2  | Châtellerault-1       | 7 + fraction Châtellerault  |              |                       | 7 + fraction Châtellerault  |
| 3  | Châtellerault-2       | 20 + fraction Châtellerault |              |                       | 20 + fraction Châtellerault |
| 4  | Châtellerault-3       | 10 + fraction Châtellerault |              |                       | 10 + fraction Châtellerault |
| 5  | Chauvigny             | 7                           | 8            |                       | 15                          |
| 6  | Civray                |                             | 30           |                       | 30                          |
| 7  | Jaunay-Clan           | 1                           |              | 7                     | 8                           |
| 8  | Loudun                | 49                          |              |                       | 49                          |
| 9  | Lusignan              |                             | 10           | 9                     | 19                          |
| 10 | Lussac-les-Châteaux   |                             | 25           |                       | 25                          |
| 11 | Migné-Auxances        |                             |              | 19                    | 19                          |
| 12 | Montmorillon          | 1                           | 25           |                       | 26                          |
| 13 | Poitiers-1            |                             |              | 3                     | 3                           |
| 14 | Poitiers-2            |                             |              | 1 + fraction Poitiers | 1 + fraction Poitiers       |
| 15 | Poitiers-3            |                             |              | fraction Poitiers     | fraction Poitiers           |
| 16 | Poitiers-4            |                             |              | 1 + fraction Poitiers | 1 + fraction Poitiers       |
| 17 | Poitiers-5            |                             |              | 2 + fraction Poitiers | 2 + fraction Poitiers       |
| 18 | Vivonne               |                             |              | 16                    | 16                          |
| 19 | Vouneuil-sous-Biard   |                             |              | 15                    | 15                          |
|    |                       | 96                          | 98           | 87                    | 281                         |